# شورای شهر جزیره پنانگ
شورای شهر جزیره پنانگ شورایی است که امور شهر پولائو پینانگ، که شامل کل جزیره پنانگ، مالزی می‌باشد را مدیریت می‌کند. شورای شهر، که قلمرویی به مساحتی نزدیک به ۳۰۶ کیلومتر مربع (۱۱۸ مایل مربع) را تحت اختیار خود دارد، تحت لوای دولت ایالت پنانگ قرار دارد.
شورای شهر جزیره پنانگ، مسئولیت برنامه‌ریزی شهری، حفظ و حراست از میراث فرهنگی، نظارت بر بهداشت همگانی، نظافت شهر و شبکهٔ فاضلاب، مدیریت دفع زباله، کنترل ترافیک، حراست از محیط زیست، نظارت بر ساختمان سازی، توسعه اقتصادی و اجتماعی، و بهسازی و سرویس و نگهداری متداول زیر ساخت‌های شهری را بر عهده دارد. اضافه بر این، شورای شهر با همکاری مشترک با رپید پنانگ، یک خط اتوبوس رفت و برگشت رایگان، در مرکز جرج تاون راه اندازی نموده است.